# Меландрони, Филлида
Филлида Меландрони (итал. Fillide Melandroni; 1581, Сиена — 1618, Рим) — римская натурщица, куртизанка эпохи итальянского Возрождения и подруга художника Караваджо, которому она позировала для нескольких картин.

## Биография
Филлида Меландрони родилась в Сиене (Италия) в 1581 году. Энеа, её отец, умер, когда она была маленькой, а в феврале 1593 года её мать Чинция забрала Филлиду и её брата Сивило с собой в Рим. Вместе с ними в Рим отправились и её подруга Анна Бьянкини с матерью Сибиллой, братом Матео и сестрой Алессандрой. В Риме обе семьи жили в одном доме на виа дель Армата. Вскоре после переезда обе матери этих семейств принудили своих дочерей к занятию проституцией. Меландрони и Бьянкини были арестованы в апреле 1594 года за то, что они находились после наступления темноты за пределами квартала публичного дома и пытались завлечь к себе клиентов, в то время им было 13 и 14 лет соответственно.
Меландрони сумела выделиться в ряду проституток, став одной из самых желанных женщин в Риме. У неё был дом в Ортаччо в Риме, а среди её клиентов было множество богачей, включая кардиналов и банкиров. Одним из самых известных был итальянский банкир и коллекционер произведений искусства Винченцо Джустиниани, покровительствовавший художнику Караваджо. В конце 1590-х годов Филлида заняла важное место в творчестве Караваджо, сыграв роль натурщицы для картин «Портрет куртизанки», «Святая Екатерина Александрийская», «Марфа и Мария Магдалина» и «Юдифь и Олоферн». Возможно, она была запечатлена ещё на нескольких его полотнах, так как значительное количество работ Караваджо ныне считаются утерянными. После 1599 года Меландрони, скорее всего, перестала быть его моделью. Она была изображена лишь на картине 1603 года «Погребение Христа».
У Меландрони была связь с Рануччо Томассони, молодым мужчиной из знатной семьи, который, возможно, был и её сутенёром. 11 февраля 1599 года к властям поступила жалоба на шумную вечеринку в доме Меландрони и на то, что присутствующие на ней были вооружены. Поскольку ношение оружия в Ортаччо было запрещено, представители властей направились к дому. К моменту их прибытия там осталась только Меландрони в компании троих мужчин, одним из которых был Томассони, вооружённый мечом. Меландрони и Томассони были арестованы.
В 1599 году викариат Рима объявил Меландрони cortigiana scandalosa («скандальной куртизанкой») за отказ от причастия. В том же году она была арестована за хранение оружия, которое дал ей Томассони.
В конце 1600 года на Меландрони вновь поступила жалоба за то, что она напала с ножом на другую куртизанку — Пруденцу Заккию, порезав её выше запястья в тот момент, когда та подняла руку, чтобы защитить себя. Меландрони напала на Заккию с ножом, застав её в постели с Томассони. В итоге Меландрони была обезоружена другим присутствовавшим при этой сцене мужчиной.
28 мая 1606 года Караваджо убил Томассони, возможно, непреднамеренно. Они подрались после игры в теннис, и когда Томассони упал на землю, Караваджо нанёс ему смертельный удар в верхнюю часть бедра. В то время как некоторые авторы причиной их драки называли ссору, связанной с игрой в теннис, другие указывали на более глубокие разногласия между ними, возможно, что Караваджо имел давние счёты с Томассони, связанные с именем Меландрони, или причина крылась в гомосексуальности Караваджо. Сторонники последних версий считают, что Караваджо пытался кастрировать Томассони, но меч попал в верхнюю часть бедра, перерезав его бедренную артерию, в результате чего тот истёк кровью. После этого убийства Караваджо бежал из Рима.
В 1612 году Меландрони была вынуждена покинуть Рим из-за семьи венецианского поэта и автора либретто Джулио Строцци, который был её тогдашним любовником. Через два года она вернулась в Рим. Согласно завещанию, составленному в октябре 1614 года, Меландрони оставляла Строцци свой портрет работы Караваджо.
Филлида Меландрони умерла в 1618 году в возрасте 37 лет. Церковь отказала ей в погребении по христианскому обряду.

## На картинах Караваджо
| Название                         | Картина | Год  | Образ                        | Местонахождение                                                                |
| -------------------------------- | ------- | ---- | ---------------------------- | ------------------------------------------------------------------------------ |
| Портрет куртизанки               |         | 1597 | Куртизанка                   | Уничтожена в результате пожара в Музее Кайзера Фридриха в Берлине в 1945 году. |
| Марфа и Мария Магдалина          |         | 1598 | Мария Магдалина (справа)     | Детройтский институт искусств, Детройт                                         |
| Святая Екатерина Александрийская |         | 1598 | Екатерина Александрийская    | Музей Тиссена-Борнемисы, Мадрид                                                |
| Юдифь и Олоферн                  |         | 1599 | Юдифь                        | Национальная галерея античного искусства, Рим                                  |
| Погребение Христа                |         | 1603 | Задние фигуры справа и слева | Пинакотека, Ватикан                                                            |